# 伏見警察署
伏見警察署（ふしみけいさつしょ）は、京都府警察が管轄する警察署の一つである。府内筆頭の大規模警察署であり、署長は、警視正。署員数約330名。

## 所在地
- 京都市伏見区下鳥羽浄春ケ前町101番地

## 管轄区域
- 京都市伏見区（京都府山科警察署及び京都府向日町警察署の管轄区域を除く。)
- 八幡市のうち
  - 八幡長町、八幡樋ノ口、川口高原

## 沿革
- 1955年（昭和30年）7月1日：京都市警察が京都府警察に統合。
- 2006年（平成18年）4月1日：九条警察署が管轄していた伏見区の一部区域、宇治警察署が管轄している伏見区の一部区域と八幡市の飛地の区域を管轄区域に編入し、かつ、管轄している久御山町の一部区域を宇治警察署に、八幡市の一部区域（飛地を除く）を八幡警察署の管轄区域として移管。なお同日九条警察署は南警察署に改称。

## 内部組織
- 会計課 - 会計係
- 警務課 - 警務係、留置管理係、犯罪被害者支援係、広聴・相談係
- 生活安全課 - 生活安全係、人身安全対策係、少年係、保安係
- 地域課 - 地域第一係、地域第二係、地域第三係、地域管理係、機動警ら隊
- 刑事課 - 捜査管理係、強行犯係、知能犯係、盗犯係、鑑識係、組織犯罪対策係
- 交通課 - 交通総務係、交通指導係、交通事故捜査係
- 警備課 - 警備係

## 交番
（ ）の中は所在地。
- 深草交番（伏見区深草直違橋3丁目389）
- 墨染交番（伏見区深草中ノ島町3-17）
- 砂川交番（伏見区深草平田町9-1）
- 竹田交番（伏見区竹田真幡木町50）
- 住吉交番（伏見区舞台町38番地1）
- 中書島交番（伏見区桃山町金井戸島21-2）
- 大手筋交番（伏見区御香宮門前町173）
- 向島交番（伏見区向島四ツ谷池7-13）
- 桃山南交番（伏見区桃山町根来2-8・2-16）
- 桃山北交番（伏見区桃山井伊掃部東町35-1）
- 下鳥羽交番（伏見区下鳥羽澱女町116）
- 淀交番（伏見区淀池上町131-2）
- 淀南交番（伏見区淀際目町184,187-1）
- 横大路交番（伏見区横大路鍬ノ本1-6）

## 駐在所
なし

## 主な未解決事件
- 1971年10月9日 - 桃山北警察官派出所が放火され全焼。羽田闘争四周年デモの帰りの学生が放火したものと見られた[1]。
- 伏見母子殺害事件（被疑者は現在も逃亡中で、全国に指名手配されている。）[2]

## 不祥事
伏見警察署が捜査していた窃盗（未遂も含む）事件36件について、計591点に及ぶ証拠品を紛失していたことが判明し、京都府警は、1999年から2006年にかけて同署で証拠品を管理していた警察官3人について、3月11日に減給や戒告の処分とした。紛失した証拠品の中には、被害者の個人情報が書かれた被害届も存在していた。